# 柳川喜郎
柳川 喜郎（やながわ よしろう、1933年（昭和8年）1月 - ）は日本の政治家。NHK解説委員を経て岐阜県可児郡御嵩町長を歴任。
義父は初代御嵩町長の伊崎隆三。現在は愛知県名古屋市在住。

## 人物
御嵩町長在任中の1996年（平成8年）に暴漢に襲われ（御嵩町長襲撃事件）、一時は意識不明の重体となったが回復後に復帰。当時の御嵩町は産業廃棄物処分場計画で大きく揺れており、柳川喜郎は計画反対であった。そのため産廃処分場計画との関連が指摘されたが犯人の検挙には至らず、2011年10月30日に公訴時効が成立した。この事件は民主主義に対する暴圧として大きく取り上げられた。

## 略歴
後の東京都神田生まれ。1945年（昭和20年）に父の転勤により後の岐阜県可児市に転居。
岐阜県立東濃高等学校を経て1955年（昭和30年）名古屋大学法学部を卒業し、同時にNHKに入局。鹿児島放送局などから東京社会部、ジャカルタ支局長、ニューデリー支局長を経て、1985年（昭和60年）からNHK解説委員を勤める。
1994年（平成6年）、御嵩町の産業廃棄物処理場の建設問題に対し、建設反対派から町長選の出馬を依頼され承諾する。1995年（平成7年）4月26日の町長選で当選する。1996年（平成8年）10月30日、自宅マンション4階のエレベーターで2人組の男性に襲われた。直ちに御嵩町内の桃井病院に運ばれるが、一時意識不明となる。このため岐阜県立多治見病院に緊急入院した。左頭蓋骨陥没骨折。右肋骨3本が折れて肺に刺さり、右鎖骨と右腕骨が折れていた。2007年（平成19年）3月1日、4月に行われる次回町長選に出馬しないことを表明した。

## 業績
在任中の大きな問題は産業廃棄物処理場の建設問題であった。1997年（平成9年）1月14日に住民投票条例が可決され、6月22日に全国初の産廃処分場計画を争点にした住民投票を実施している。その結果は投票率87.50％・反対79.65％となった。紆余曲折をへて、2008年3月26日、古田肇知事、渡辺公夫御嵩町長、処分場の建設を計画した寿和工業（可児市）の清水道雄社長が県庁で会談し、寿和工業が県に提出していた処分場建設の許可申請を取り下げることで合意した。
国、県などへの贈答を廃止し、岐阜県で最初の情報公開条例を制定するなど、住民に開かれた町政を行った。
平成の大合併では、御嵩町は可児市、可児郡兼山町との1市2町で可児市郡合併協議会に参加し合併を目指したが、上水道や共有地の問題のため協議会から離脱している。
1998年（平成10年）には「全国産廃問題市町村連絡会」を設立し、その中心的な役割を果たした。

## 産業廃棄物処理場問題
御嵩町の産業廃棄物処理場は1991年に計画されたが、当初御嵩町は反対していたという。しかし、1995年になって急に賛成に態度を変化させている。これには何らかの圧力が疑われており、町と処理業者が、住民への説明なしに振興協力金名目で35億円の支払を盛込んだ協定を締結している。また、反対派住民には無言電話や動物の死骸を玄関先に投げ捨ててあるなどの嫌がらせが多発した。また、1997年と1998年には柳川町長宅電話盗聴容疑等で数人が逮捕されている。一説では、この産業廃棄物処理場建設の利権に、数多くの役人、業者、暴力団関係者などが絡んでいたという。
産業廃棄物処理場の建設は処理業者と岐阜県とが深く結びついていたと言われている。事実岐阜県は住民投票の前に、積極的に産業廃棄物処理場が安全であること、この処理場が地域の振興のためであることをPRしている。また、御嵩町が岐阜県や業者へ提出した処分場に関する質問状にも明確な回答はされなかった。このことから柳川喜郎は岐阜県に対して大きな不信感を抱いており、事件後約10年間、知事とは面会していなかった。
2003年に「岐阜県史通史編 続・現代」が刊行されたが、執筆者が執筆した際の原稿にあった産廃問題（御嵩町の問題を含む）、環境問題（長良川河口堰、徳山ダムなど）の項目が全て削除されていたことが判明している。岐阜県としては御嵩町の産業廃棄物処理場問題はないものにしたいという考えだとして問題となっている。これに対して御嵩町は2006年5月、町制50年記念として「御嵩町史 通史続現代」を刊行し、産業廃棄物処理場問題を事細かに記述している。

## その他
NHKの記者だった頃に名張毒ぶどう酒事件を取材したことがある。当時は疲れた表情で伏し目がちに話す被疑者を「犯人に間違いない」と直感したが、第1審の無罪判決以降「犯人ではないかもしれない」という疑念を持っている。この事件について柳川は自身の襲撃事件当時の取り調べと被疑者が受けたとされる取り調べを重ね合わせた上で「自白に頼りすぎている。決定的な証拠がないなら、裁判をやり直すべきだ」「進歩した科学技術を使い、犯行に使った農薬に疑問があると今の判事たちが判断したなら、裁判をやり直せばいい。刑事裁判は絶対じゃないんだから」などとし、早期に再審を開くべきと主張した。

## 出演番組
- NHKニュース解説

## 著書
- 『桜島噴火記―住民ハ理論ニ信頼セズ』日本放送出版協会、1984年
- 『襲われて－産廃の闇、自治の光』岩波書店、2009年